# Mobile (ciutat d'Alabama)
Mobile és una ciutat ubicada al Comtat de Mobile a Alabama, Estats Units d'Amèrica, de 198.915 habitants segons el cens de l'any 2000 i amb una densitat de 651,4 per km². Mobile és la ciutat més poblada del comtat, la tercera ciutat més poblada de l'estat (després de Birmingham i Montgomery) i la 116a ciutat més poblada del país. Es troba a uns 275 quilòmetres per carretera de la capital d'Alabama, Montgomery. L'actual alcalde és Sam Jones.

## Ciutats agermanades
Mobile està agermanada amb les següents ciutats:
| - Cockburn, Austràlia - l'Havana, Cuba - Pau, França - Worms, Alemanya - Gaeta, Itàlia | - Ichihara, Japó - Veracruz, Mèxic - Gianjin, Xina - Bolinao, Filipines - Katowice, Polònia | - Constanţa, Romania - Košice, Eslovàquia - King Shaka, Sud-àfrica - Pyeongtaek, Corea del Sud - Màlaga, Espanya |